# Сусанто Тиртопроджо
Сусанто Тиртопроджо (индон. Soesanto Tirtoprodjo, Susanto Tirtoprojo; 1900, Суракарта — 1969, Суракарта) — индонезийский политический деятель. И.о. премьер-министра Индонезии (1949—1950), министр внутренних дел Индонезии (1949—1950), министр юстиции и прав человека Индонезии (1946—1949). Заместитель главы Чрезвычайного правительства Республики Индонезии (1949). Член Национальной партии Индонезии.

## Биография
Родился в 1900 году в Суракарте. В 1925 году окончил Лейденский университет.
В 1940-х годах занимал ряд министерских должностей в кабинетах Сутана Шарира, Амира Шарифуддина и Мохаммада Хатты. В 1949 году работал в Чрезвычайном правительстве Республики Индонезии, где был заместителем его главы Шафруддина Правиранегары, а также занимал пост министра юстиции. С декабря 1949 по январь 1950 года возглавлял временное правительство, действовавшее до формирования постоянного кабинета Абдула Халима. 
Умер в 1969 году в Суракарте.

## Награды
- Орден Звезды Махапутра 3 степени (1960)[2]
- Орден Партизанской звезды (1960)[2]